# Merkel (Texas)
Merkel è una città degli Stati Uniti d'America, situata nello Stato del Texas, nella Contea di Taylor.